# Hans Kalm

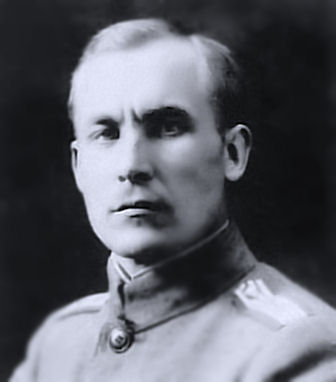
Hans Kalm (1918)

Hans Kalm (* 9. Apriljul. / 21. April 1889greg. im Dorf Kotsama, heute Landgemeinde Kõo, Kreis Viljandi, Estland; † 1. Februar 1981 in Jyväskylä, Finnland) war ein estnisch-finnischer Militär.

## Frühe Jahre
Hans Kalm wurde auf dem Hof Taarasaare bei Kõo geboren. Er besuchte bis 1909 die städtische Schule in Paide. Kalm schloss 1912 sein Studium an der Landwirteschule von Päivölä in Finnland ab. Bis 1914 besuchte er die Agrarschule im finnischen Mustiala, bevor er im Ersten Weltkrieg zur zaristischen Armee ging. Er kämpfte an der Front bei Riga und an der Düna sowie in Galizien. 1915 absolvierte er die Fähnrichschule im russischen Gattschina und erhielt eine Offiziersausbildung. Bis 1917 diente er im Infanterieregiment von Waldai, bevor er im Zuge der russischen Oktoberrevolution nach Finnland zurückkehrte.
Im Februar 1918 war er Mitbegründer des aus Kriegsfreiwilligen bestehenden Bataillons von Nord-Häme, mit dem er am finnischen Bürgerkrieg auf Seiten der bürgerlichen „Weißen“ teilnahm.

## Finnischer Bürgerkrieg (1918)
Hans Kalm werden während des finnischen Bürgerkrieges zahlreiche Kriegsverbrechen, Terrormaßnahmen und Gräueltaten gegen angebliche Kommunisten und Bolschewisten zur Last gelegt.
In Vehkajärvi ließ Kalm fünfzig Gefangene der gegnerischen Seite hinrichten. In Harmoinen tötete Kalms Regiment am 10. März 1918 elf Patienten eines Krankenhauses sowie zwei Krankenschwestern, obwohl diese (vermutlich) unter dem Schutz des Roten Kreuzes standen.
Im Kriegsgefangenenlager des Lahtier Stadtteils Hennala wurden auf Befehl Kalms etwa 170 Mädchen und junge Frauen, die auf Seiten der „Roten“ standen, ab einem Alter von 14 Jahren hingerichtet. Während der Wochen, die das Lager unter Kalms Bewachung stand, kamen circa 500 Frauen ums Leben. Im selben Lager wurde der gefangen genommene Anführer der Roten Garde, Ali Aaltonen, im Mai 1918 von Kalm persönlich erschossen.
Kalm wurde für seine Taten allerdings nie zur Verantwortung gezogen und berief sich auf die Amnestie, die der finnische Staatschef Pehr Evind Svinhufvud nach dem Ende des finnischen Bürgerkriegs verkündete.

## Estnischer Freiheitskrieg (1918–1920)
1918 bildete Kalm ein 2.200 Mann starkes finnisches Freiwilligenregiment (Pohjan Pojat), das in Südestland am Estnischen Freiheitskrieg gegen Sowjetrussland teilnahm. Unter anderem führte Kalm die finnischen Truppen in der Schlacht von Paju (Januar 1919) an, die die Rückeroberung von ganz Südestland und Nordlettland durch estnisch-finnische Truppen einleitete.
Über seine Erlebnisse während des finnischen Bürgerkrieges und des estnischen Freiheitskrieges veröffentlichte Kalm zwei Bücher: Kalmin pataljoona Suomen vapaussodassa (1919) und Pohjan poikain rekti (Porvoo 1921/22). Für seine Taten wurde Kalm mit hohen estnischen und finnischen Orden ausgezeichnet.

## Finnischer Fortsetzungskrieg (1941–1944)
1920/21 lebte Kalm in England. Im selben Jahr heiratete er in Finnland die Zahnärztin Olga Matilda Valmari (1892–1975). 1922 ging Kalm in die USA und wurde 1930 amerikanischer Staatsbürger. Dort studierte er in Philadelphia, Oklahoma und New York Medizin. 1932 promovierte er zum Dr. med. 1934 kehrte Kalm nach Finnland zurück und erhielt ein Jahr später die finnische Staatsangehörigkeit. In der Nähe von Turku gründete er eine homöopathische Heilanstalt für Patienten mit Ernährungs- und Stoffwechselstörungen.
Im finnischen Fortsetzungskrieg ging Kalm – vermutlich als Freiwilliger – zurück in den Militärdienst. Er wurde Lagerkommandant des finnischen Kriegsgefangenenlagers Naarajärvi 2 (Sotavankijärjestelyleiri 2), das während des Krieges eine der höchsten Sterblichkeitsraten aufwies. 1942 wurde er von seinen Aufgaben entbunden und nach Deutschland zu einer militärischen Weiterbildung geschickt. 1943 quittierte er den Kriegsdienst und leitete ein Sanatorium in Sippola.

## Nachkriegszeit
1944 wanderte Kalm nach Schweden aus, da er eine Verfolgung wegen Kriegsverbrechen im Gefangenenlager Naarajärvi fürchtete. 1946 verließ er Schweden in Richtung USA. 1957 kehrte er erneut nach Finnland zurück. Er praktizierte als Arzt in Pyhäjoki und Rauma. 1969 verlor er seine Approbation nach zwei Todesfällen in seiner Praxis. Der finnische Verwaltungsgerichtshof bestätigte 1974 den Entzug. Bis zu seinem Tod im Alter von 92 Jahren lebte Kalm bei seinem Sohn in Jyväskylä.